# بخش جکسون (ناکس کانتی، اوهایو)
بخش جکسون (به انگلیسی: Jackson Township) یک منطقهٔ مسکونی در ایالات متحده آمریکا است که در شهرستان ناکس، اوهایو واقع شده‌است.
 بخش جکسون ۶۱٫۲ کیلومتر مربع مساحت و ۹۸۸ نفر جمعیت دارد و ۳۴۰ متر بالاتر از سطح دریا واقع شده‌است.